# ماريانو أريستا
ماريانو أريستا (بالإسبانية: MarianoArista.jpg) ، من مواليد 26 يوليو 1802م ، وتوفي بتاريخ 7 أغسطس 1855م ، وهو رئيس دولة المكسيك الثامنة عشرة ، اشتهر ماريانو بحربه على الولايات المتحدة من خلال رغبته بضم تكساس إلى الأراضي المكسيكية.

## للإستزادة
- FLORES RANGEL, Juan José (2005) Historia de México, México, ed.Cengage Learning Editores, ISBN 978-970-686-320-1
- OROZCO, Fernando (2004) Gobernantes de México, México, ed.Panorama editorial, ISBN 978-968-38-0260-6
- PONCE ALCOCER, María Eugenia (1994) Guía de los archivos históricos de la Universidad Iberoamericana, México, ed.Biblioteca Francisco Xavier Clavigero de la Universidad Iberoamericana, ISBN 968-859-178-5 texto en la web consultado el 13 de enero de 2009.